# Microserica viridana
Microserica viridana är en skalbaggsart som beskrevs av Brenske 1899. Microserica viridana ingår i släktet Microserica och familjen Melolonthidae. Inga underarter finns listade i Catalogue of Life.